# كيمان المطاعنة
قرية كيمان المطاعنة هي إحدى القرى التابعة لمركز اسنا في محافظة الأقصر في جمهورية مصر العربية. حسب إحصاءات سنة 2006، بلغ إجمالي السكان في كيمان المطاعنة 23927 نسمة، منهم 12761 رجل و11166 امرأة.